# Cinara louisianensis
Cinara louisianensis är en insektsart som beskrevs av Boudreaux 1949. Cinara louisianensis ingår i släktet Cinara och familjen långrörsbladlöss. Inga underarter finns listade i Catalogue of Life.